# Allan Stone
Allan Stone (Launceston, 14 ottobre 1945) è un ex tennista australiano.

## Carriera
Tennista specializzato nel doppio, ottiene in questa disciplina i suoi risultati migliori. Riesce a vincere undici titoli nel doppio maschile tra cui spiccano i due trionfi agli Australian Open. Anche nel doppio misto si fa notare raggiungendo due finali Slam senza riuscire a conquistare il titolo.
In Coppa Davis ha giocato, e vinto, sei match con la squadra australiana.

## Statistiche

### Doppio

#### Vittorie (11)
| Numero | Data | Torneo                                        | Superficie  | Compagno        | Avversari in finale          | Punteggio             |
| 1.     | 1968 | Australian Open, Melbourne                    | Erba        | Dick Crealy     | Terry Addison Ray Keldie     | 10–8, 6–4, 6–3        |
| 2.     | 1970 | Swedish Open, Båstad                          | Terra rossa | Dick Crealy     | Željko Franulović Jan Kodeš  | 6–2, 2–6, 12–12, Rit. |
| 3.     | 1973 | Munich WCT, Monaco di Baviera                 | Sintetico   | Nikola Pilić    | Cliff Drysdale Cliff Richey  | 7–5, 5–7, 6–4         |
| 4.     | 1973 | Pennsylvania Lawn Tennis Championship, Merion | Erba        | Colin Dibley    | John Austin Fred McNair      | 7–6, 6–3              |
| 5.     | 1974 | Richmond WCT, Richmond                        | Sintetico   | Nikola Pilić    | John Alexander Phil Dent     | 6–3, 3–6, 7–6         |
| 6.     | 1974 | ATP Adelaide, Adelaide                        | Erba        | Grover Raz Reid | Mike Estep Paul Kronk        | 7–6, 6–4              |
| 7.     | 1975 | Dayton Open, Dayton                           | Sintetico   | Ray Ruffels     | Paul Gerken Brian Gottfried  | 7–6, 7–5              |
| 8.     | 1976 | U.S. Pro Tennis Championships, Boston         | Terra rossa | Ray Ruffels     | Mike Cahill John Whitlinger  | 3–6, 6–3, 7–6         |
| 9.     | 1976 | Hawaiian Open, Maui                           | Cemento     | Raymond Moore   | Dick Stockton Roscoe Tanner  | 6–7, 6–3, 6–4         |
| 10.    | 1977 | Western Australian Open, Perth                | Cemento     | Ray Ruffels     | Nick Saviano John Whitlinger | 6–2, 6–1              |
| 11.    | 1977 | Australian Open, Melbourne                    | Erba        | Ray Ruffels     | John Alexander Phil Dent     | 7–6, 7–6              |